# Parc des zones humides de Hong Kong
Le parc des zones humides de Hong Kong (香港濕地公園, Hong Kong Wetland Park) est un site de conservation, d'éducation et de tourisme, situé à Hong Kong dans la partie nord de Tin Shui Wai à Yuen Long. Il est créé pour servir de réserve d'atténuation écologique pour les zones humides détruites lors de la création de la nouvelle ville de Tin Shui Wai.
Le parc des zones humides de Hong Kong comprend un centre d'accueil des visiteurs de 10 000 m², un centre interactif et une réserve de zones humides de 60 hectares. Le centre interactif dispose de galeries d'exposition thématiques, d'un cinéma, d'une boutique de souvenirs, d'une aire de jeux intérieure (« Aventure des marais ») et d'un centre de documentation.
Il détient actuellement le record de la température la plus élevée enregistrée à Hong Kong avec 39,0 ° C le 22 août 2017, la veille du passage du typhon Hato dans la région.

## Histoire
En 1998, un projet nommé « Étude de faisabilité d'un parc international de zones humides et d'un centre d'accueil » est lancé à l'initiative du département de l'agriculture, de la pêche et de la préservation (en) et de l'office du tourisme de Hong Kong (en) en vue d'étendre la zone d'atténuation écologique à une attraction écotouristique des zones humides. Après avoir conclu qu'il est possible de développer un parc de zones humides sur le site sans compromettre ses fonctions d'atténuation écologique, et que son développement améliorerait également la fonction écologique du site en tant qu'installation de conservation, d'éducation et de tourisme, les parties concernées débutent le projet.
En 2007, le parc est l'un des cinq lauréats des Awards for Excellence: Asia Pacific Competition de l'Urban Land Institute.

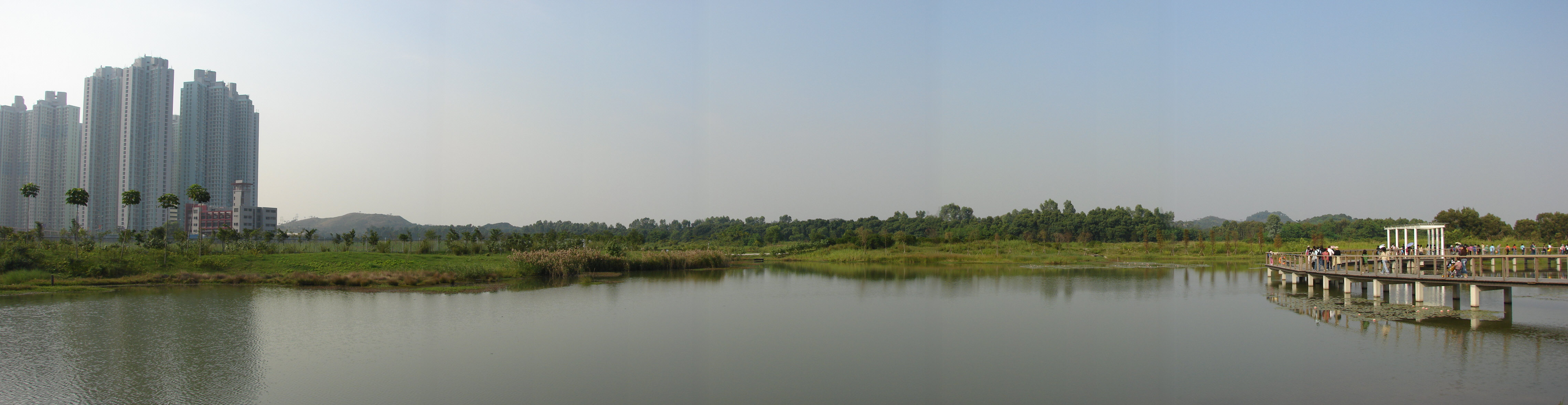
Vue panoramique du parc.

## Complexe
Des galeries d'exposition thématiques avec des surfaces au sol allant de 250 à 1 200 m² montrent l'importance des zones humides sur la biodiversité, la civilisation et la préservation de l'habitat. Les visiteurs peuvent en apprendre davantage sur la flore et la faune indigènes de Hong Kong à travers les animaux et les spécimens exposés dans la galerie vivante, tels que le faux-gavial, le chevrotain et la tortue verte.
La réserve de zones humides se compose d'habitats recréés conçus pour les oiseaux aquatiques et d'autres espèces sauvages. Le Centre de découverte des zones humides, situé dans la réserve, offre aux visiteurs une expérience pratique des zones humides locales. Les autres installations comprennent la promenade du ruisseau, la promenade de la relève, la promenade des mangroves et trois observatoires ornithologiquess situés à côté de l'étang à poissons, de la vasière et du bord de la rivière, amenant les visiteurs à s'aventurer dans des habitats d'animaux sauvages tels que le crabe violoniste, le gobie et la rarissime Petite Spatule.

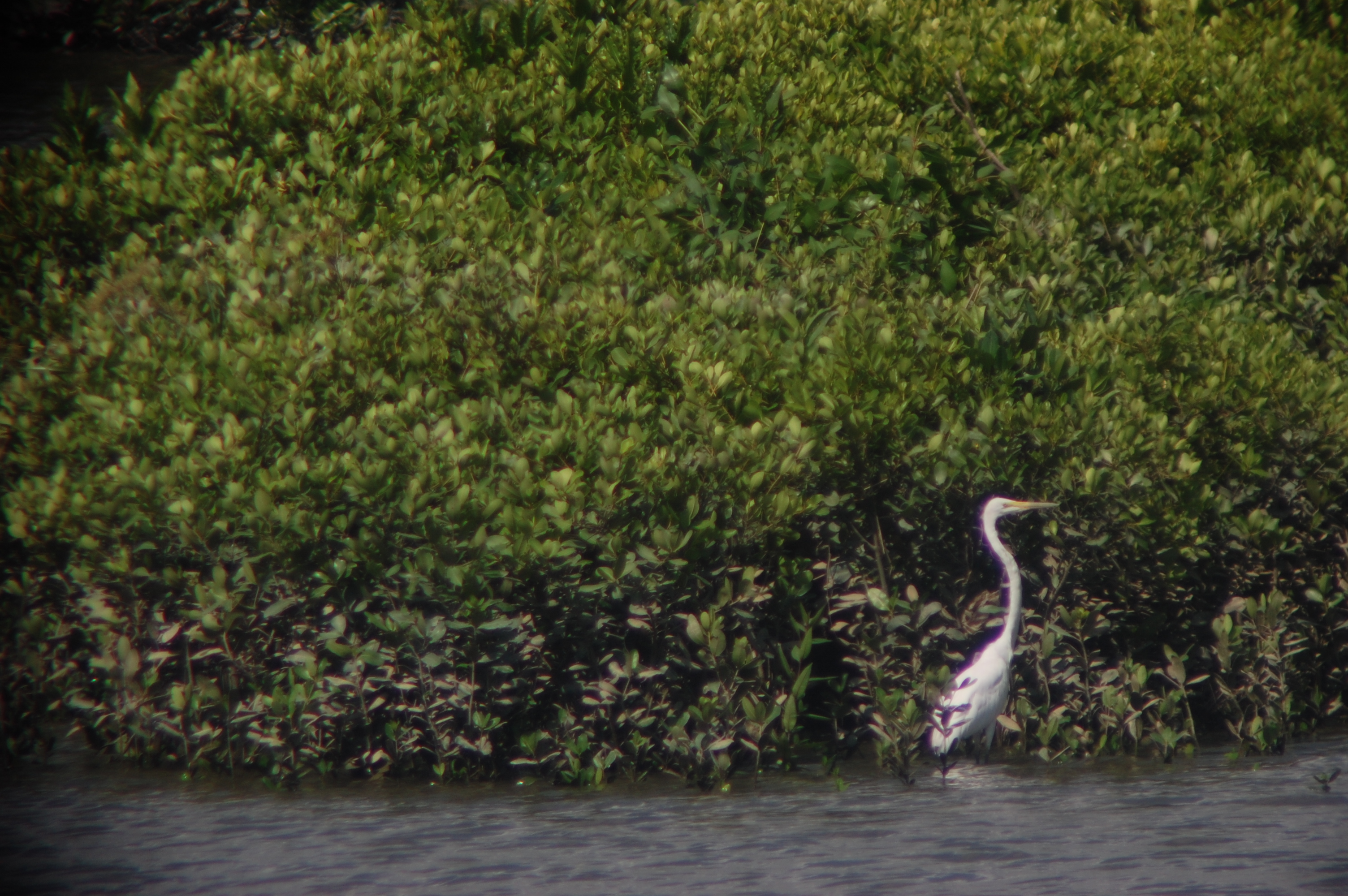
Vue depuis les jumelles disponibles dans la tour d'observation des oiseaux
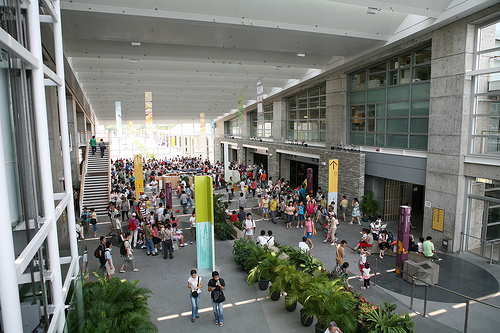
Hall du centre d'accueil
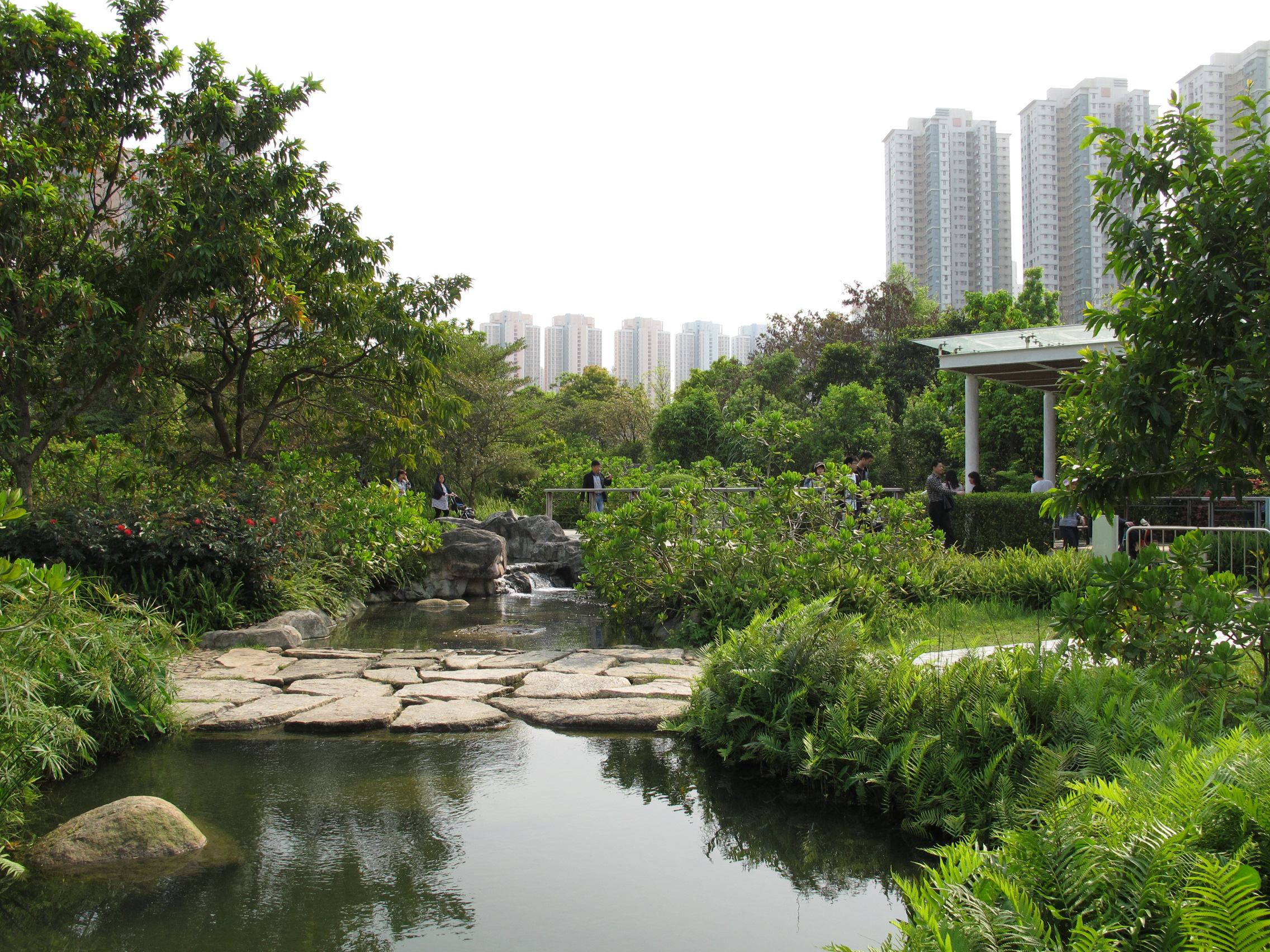
La promenade du ruisseau
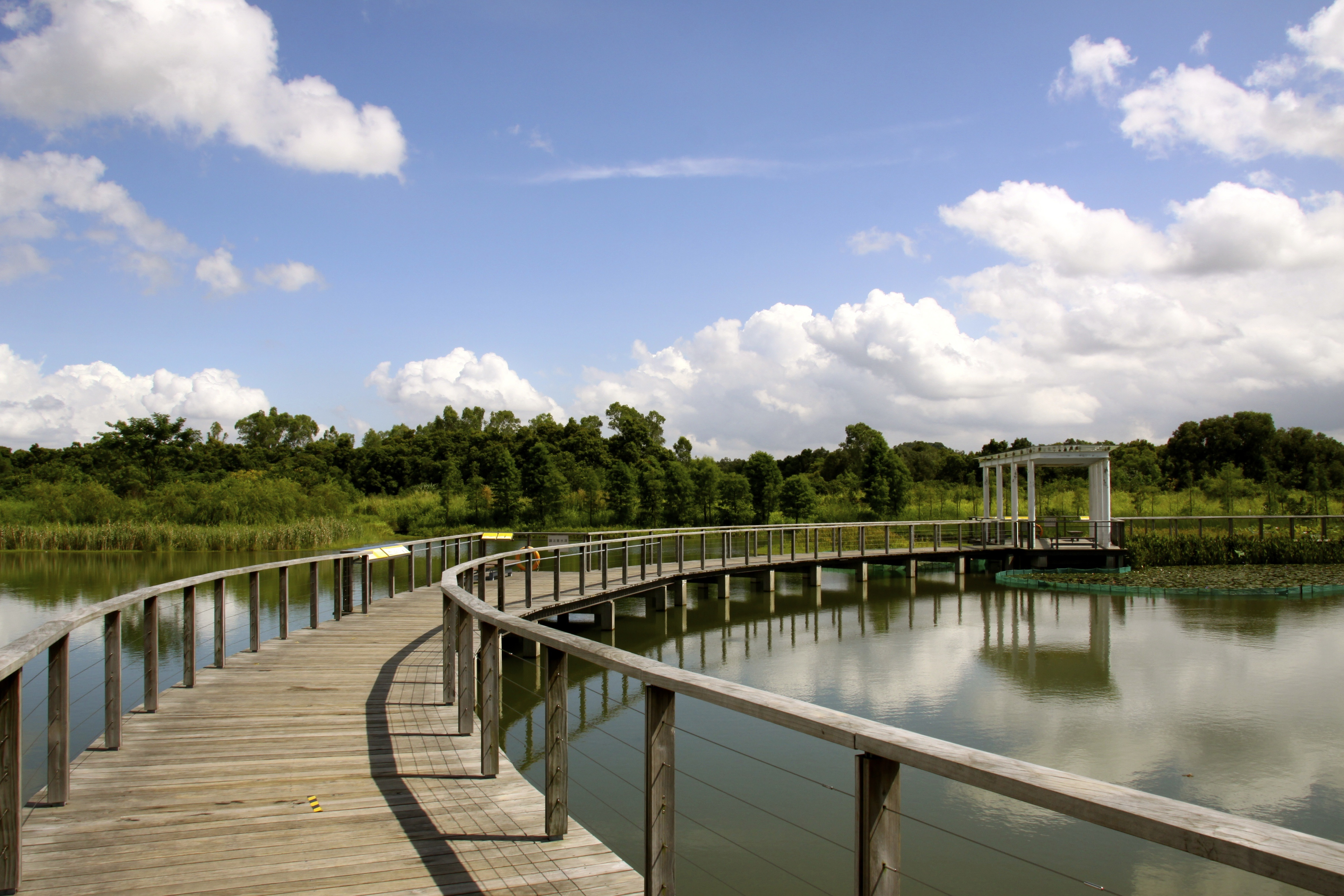
La promenade de la relève
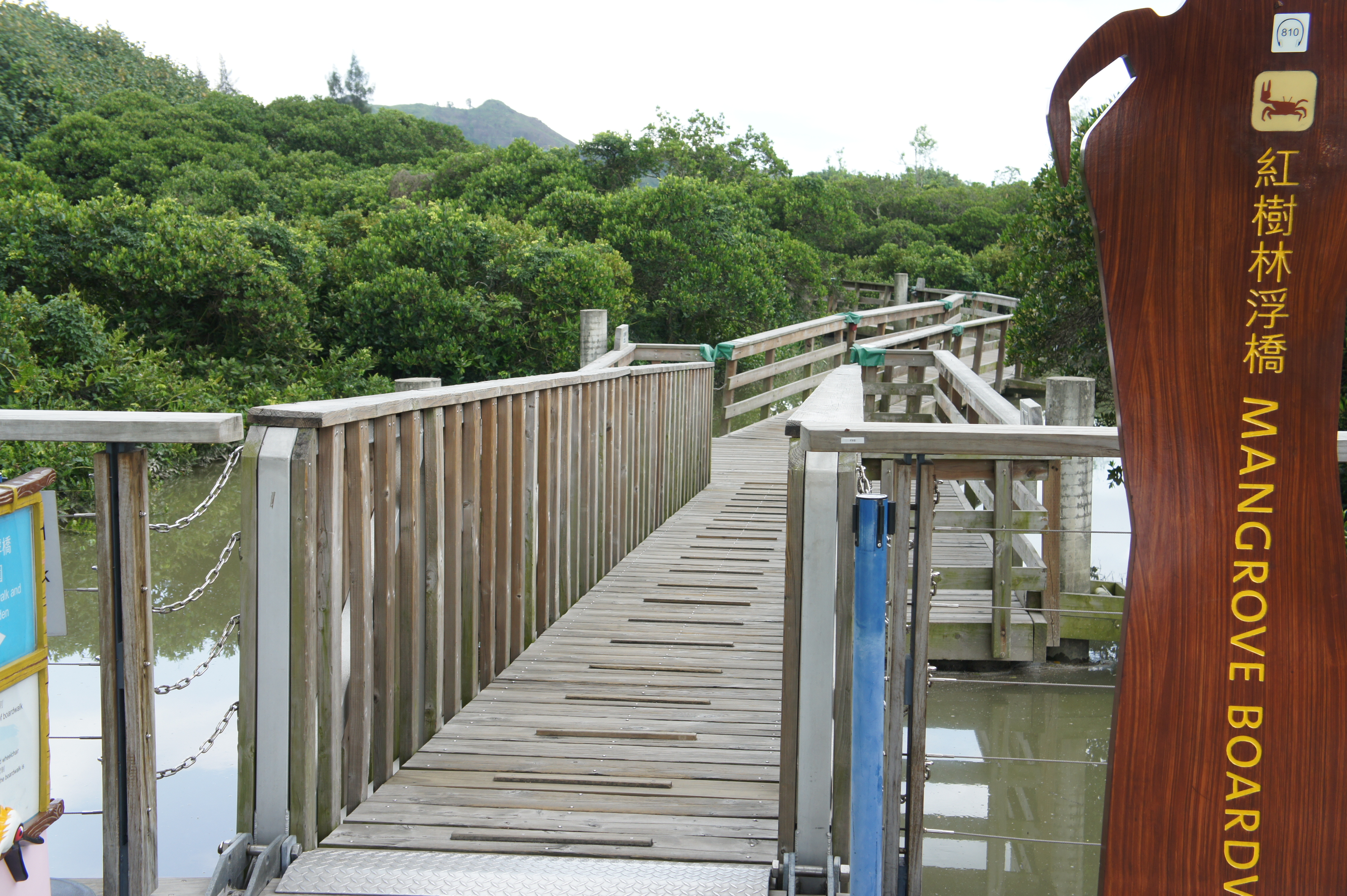
La promenade des mangroves
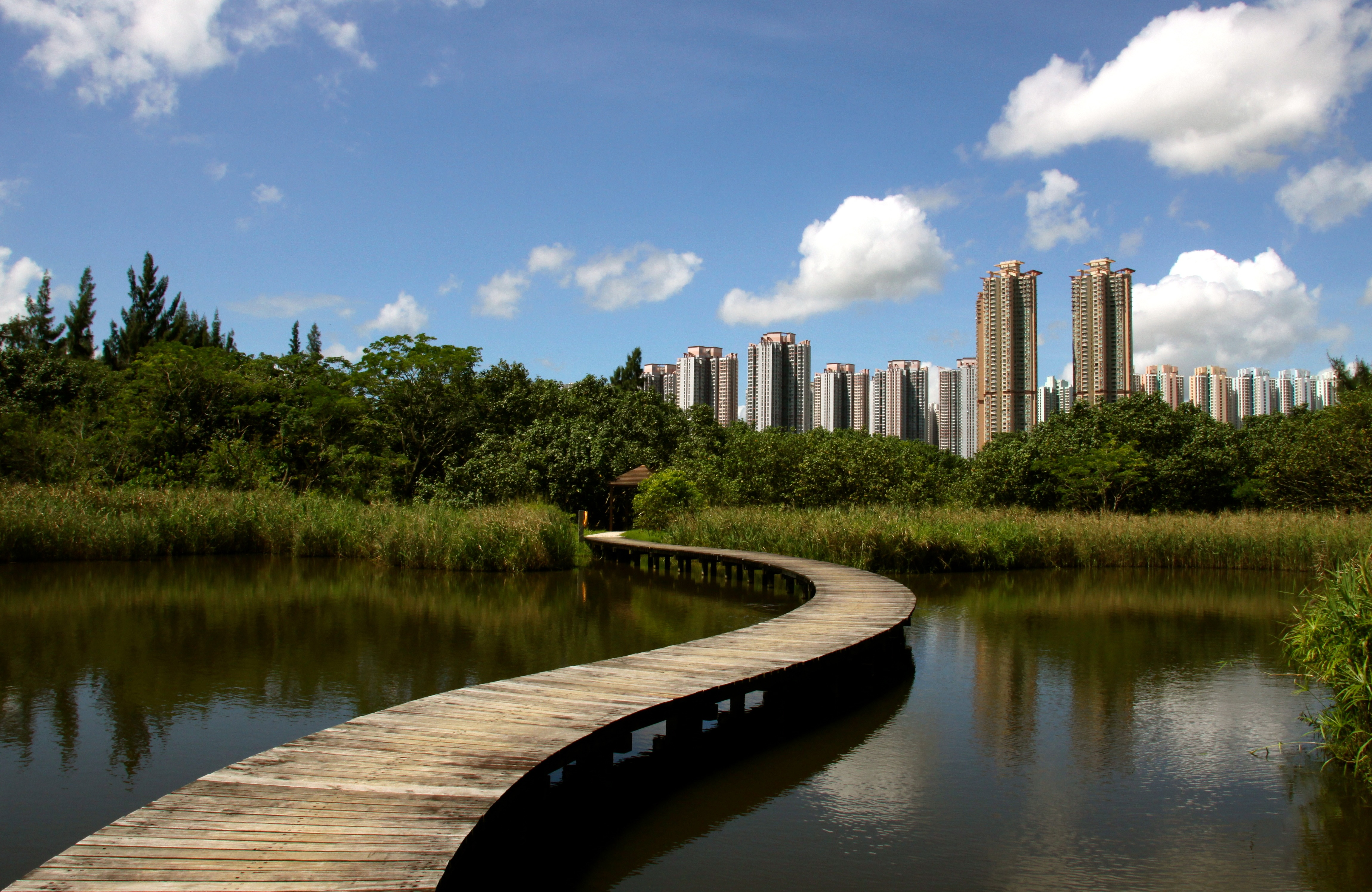
La promenade sauvage

## Habitat de Pui Pui

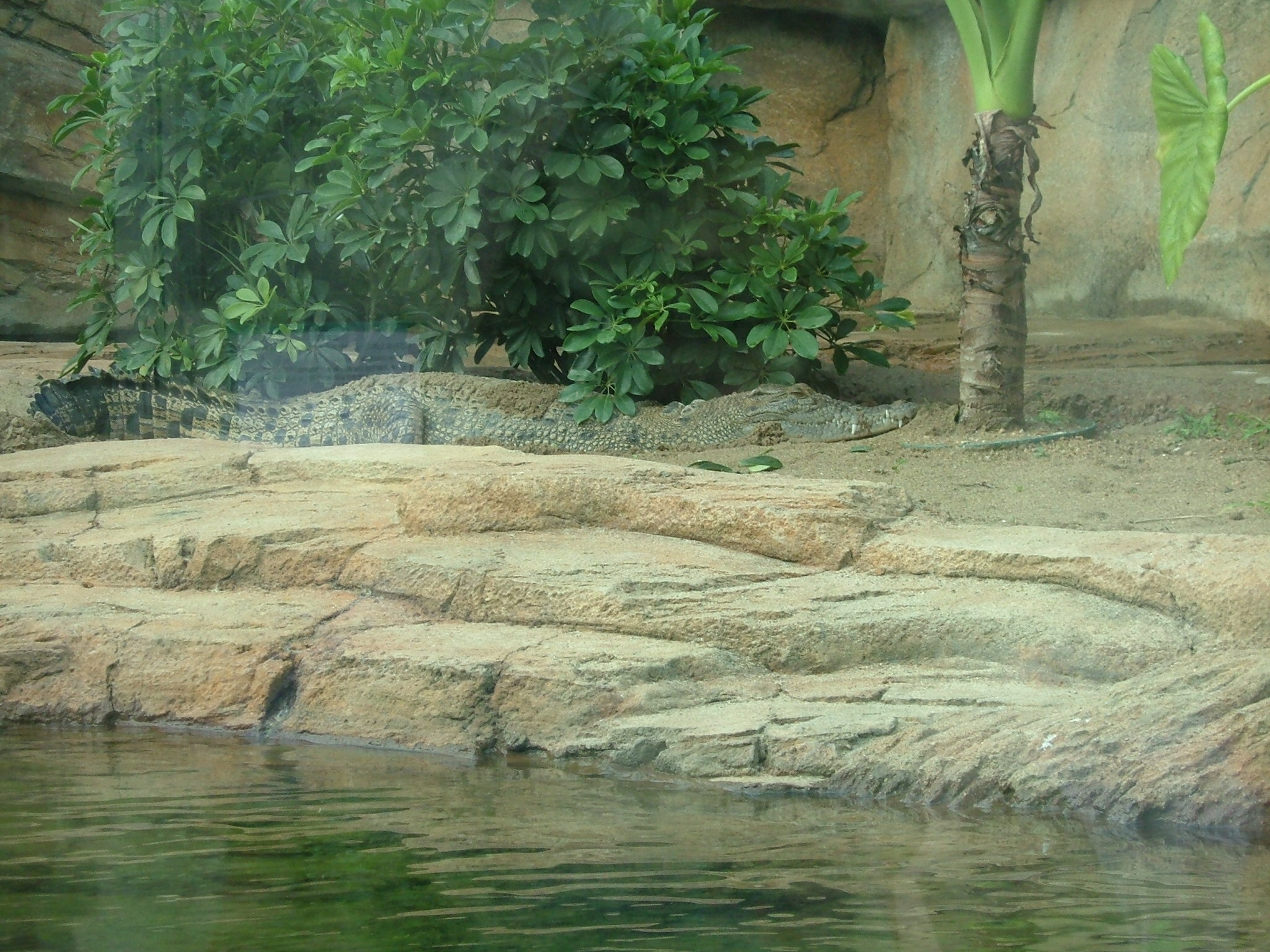
Pui Pui dans le parc.

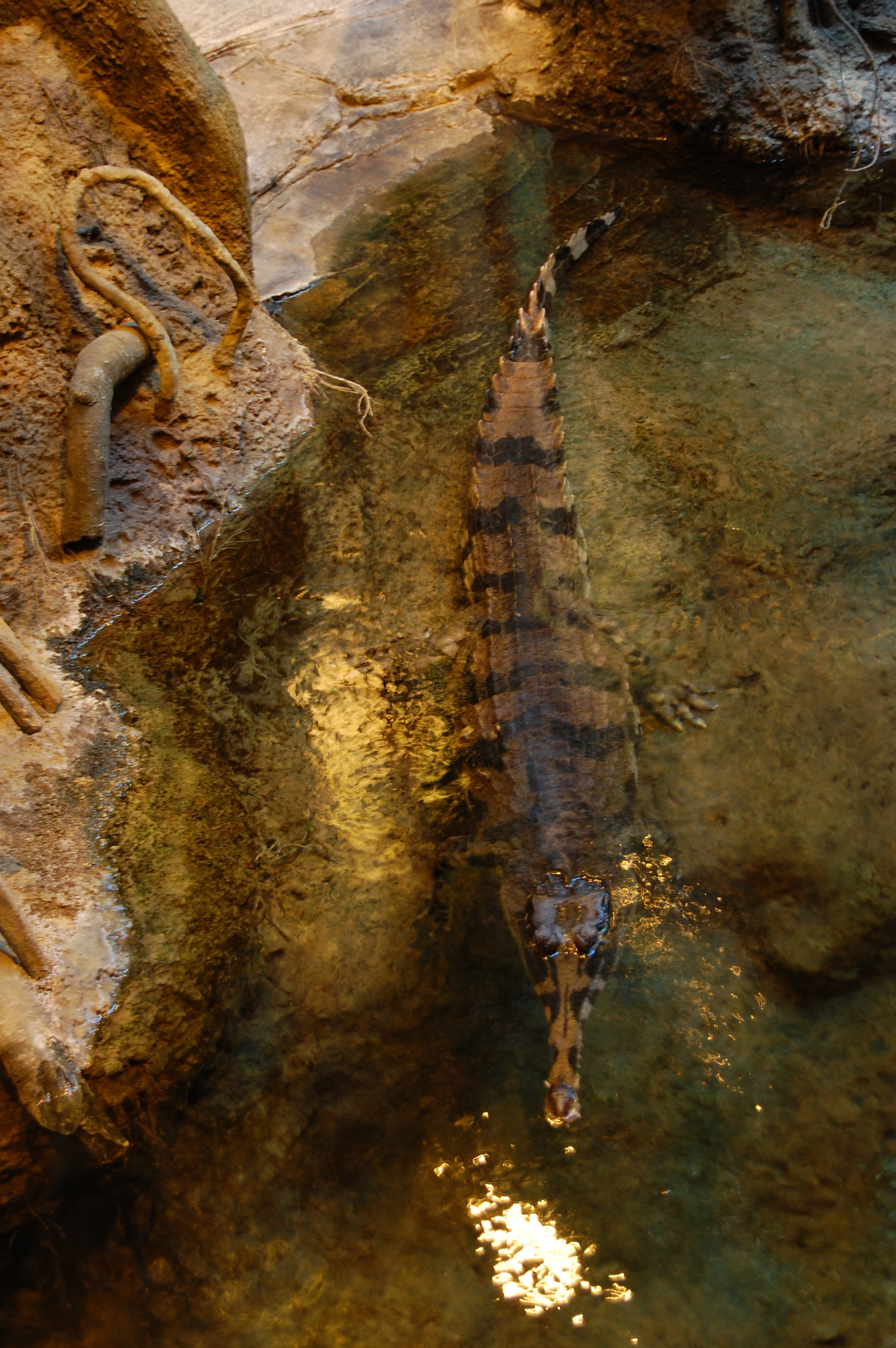
Faux-gavial dans le parc.

Une crocodile femelle nommée Pui Pui (jeu de mots chinois indiquant qu'elle vient de la rivière Shan Pui) est la vedette du parc.
Le 29 août 2006, elle est transférée dans son enclos paysager et peut être facilement aperçue par le public depuis. Son habitat est conçu pour offrir au reptile un environnement de vie sain et confortable.
L'enceinte extérieure mesure 8x9m, dont 70% est une zone de piscine. Avec une profondeur maximale de 1 mètre, la piscine est aménagée avec des plantes pour fournir des zones abritées, des cachettes et des zones de repos au reptile. Les installations extérieures comprennent des radiateurs infrarouges, un coussin chauffant et une balance. L'eau de la piscine circule en continu à travers un système de filtration.

## Accès
Le parc est accessible par une gare de métro léger, et les arrêts Wetland Park (en) et Tin Sau (en) appartiennent à la zone 5A pour un billet aller simple.

### Routes
- 705 : Circulaire Tin Shui Wai (sens anti-horaire)
- 706 : Circulaire Tin Shui Wai (sens horaire)
- 761P : de Yuen Long (en) à Tin Wing (en) (service spécial limité : départ de chaque terminal toutes les 30 minutes de 10h00 à 15h00. Le service normal se termine à Tin Yat au lieu de Tin Wing).